# Nematocryptus
Nematocryptus is een geslacht van insecten uit de orde vliesvleugeligen (Hymenoptera) en de familie Ichneumonidae.

## Soorten
- N. aquilonius Jonathan, 1969
- N. exitialis (Tosquinet, 1896)
- N. fulvaster (Tosquinet, 1896)
- N. humilis (Kriechbaumer, 1894)
- N. infirmus (Tosquinet, 1896)
- N. leptonotus (Cameron, 1905)
- N. notialis Jonathan, 1969
- N. orbitalis (Seyrig, 1952)
- N. sordidus (Tosquinet, 1896)
- N. testaceus (Szepligeti, 1916)